# Mix FM Natal
Mix FM Natal é uma emissora de rádio brasileira sediada em Natal, capital do estado do Rio Grande do Norte. Opera no dial FM, na frequência 103.9 MHz, e é afiliada à Mix FM. A emissora pertence à Rede Tropical, que controla a TV Tropical, a CBN Natal e outras emissoras de rádio no interior do estado.

## História
A 103.9 FM está no ar desde a década de 1980, inaugurada como Tropical FM, sendo a terceira rádio comercial em frequência modulada instalada em Natal. A emissora tinha como destaque em 2001 o programa vespertino apresentado pelo ator e transformista Arruda Sales, que interpretava Danusa de Sales, autodenominada "a primeira drag queen nas ondas do rádio potiguar". A estação também possuía boletins jornalísticos de 1 minuto baseado na produção das emissoras irmãs do grupo.
Em seus últimos anos no ar, a Tropical FM se consolidou como única rádio dedicada ao público jovem na capital. Em dezembro de 2009, foi anunciada a estreia da Mix FM na cidade, a primeira rede de rádios desde o fim da transmissão da Transamérica FM. Prevista para estrear em janeiro de 2010, a emissora entrou no ar em definitivo às 14h (horário local) de 1.º de fevereiro de 2010.